# Олимар
Олимар (иначе Олимир, лат. Olimarus; возможно Велимир) — легендарный рутенский король (Rutenorum rex), упомянутый в «Деяниях данов» Саксона Грамматика в связи с войнами легендарного датского короля Фродо III. В переводе А. Ф. Вельтмана (1858) использовавшиеся Саксоном названия Ruscia, Rusciae, Sclavos и пр. переданы как Россия, русский, славяне, хотя он и указывает в примечании, что возможны и другие отождествления: словене и словаки. Вельтман также прямо отождествляет земли на северо-востоке от Дании (особенно вокруг Новгорода-Хольмгарда) с Гардарикой и Русью, а Кивских князей в интерпретации Саксона — с гуннами. В переводе О. Эльтмана (1905) Олимир определяется как король Эстлингов (восточный), а морские силы иногда называются русскими, а иногда рутенскими.

## Олимар союзник гуннов. Война с Фродо III
В рассказе Саксона Фродо III развёлся с Ханундой, дочерью царя гуннов, из-за чего оскорбленный Гун (царь гуннов) пошел войной против данов и привлёк в качестве союзника короля восточных славян (далее Саксон называет их как «восточными», так и «рутенами») Олимара с которым два года готовился к войне. В ответ на это Фродо собрал войско из данов, норвежцев и, вероятно, балтийских славян (Sclavos). Всего Гун собрал под своё знамя от 60 до 170 князей (в том числе Ян, Рао, Деямир и Доко) и 900 тысяч ратников. Борьба развернулась не только на суше, но и на море, где флотом командовал князь Олимар.
Силы со стороны Фродо III не указываются; называется лишь главный воевода — Эрик Норицкий (последнее — не фамилия, а указание на то, что он, как и новая королева Альвильда, из Норвегии). Сперва Фродо послал на разведку Эрика, который, оказавшись там, где в представлении Саксона находилась Россия (Ruscia), узнал, что Олимар принял на себя командование флотом, а сухопутными войсками гуннов командовал сам Гун. Фродо двинул своё войско (на кораблях) против гуннов, по пути захватил все острова, расположенные между Данией и Востоком, затем разбил и флот под командованием самого Олимара. По Саксону, даны победили многочисленный флот из-за неповоротливости и плохой манёвренности большинства кораблей с высоко расположенными вёслами. Залив, в котором происходила битва был завален трупами погибших воинов и обломками кораблей, поэтому флот Фродо с большим трудом выбрался в открытое море и вернулся домой. Из всех русских, согласно Саксону, после этой битвы в живых остались только сам Олимар и Даго.
Далее Фродо, созвав побеждённых, постановил похоронить погибших либо в курганах со своим конём, либо сжечь на кораблях. Также упоминаются некоторые брачные, воинские и налоговые законы, якобы, введённые Фродо III в побеждённых странах.

## Олимар союзник Фродо III. Поражение гуннов
Из дальнейшего повествования (часть текста Саксона в этом месте утрачена) следует, что возможно Олимар перешёл на сторону данов: Фродо направил Олимара (как своего полководца) воевать против Швеции, который одержал победу над Тором Лонгом, королём ямторов и хельсингоров, а также над двумя другими вождями, и покорил эстов, куршей и Финляндию с островами напротив Швеции.
Далее последовал ряд войн и сражений уже против гуннов. В решающей битве, продолжавшейся 7 дней, по словам Саксона, все три великие реки (tres Rusciae fluvii наполнились трупами настолько, что можно было перейти их пешком, а также вся округа оказалась завалена трупами на три дня конного перехода. На седьмой день битвы пал король Гун, а его брат (тоже Гун) сдался. Также сдались 170 королей, служивших гуннам. После этого Фродо распределил земли между королями, обязав их платить дань и соблюдать общие законы. Олимар стал править в Хольмгарде, а Онев — в Кэнугарде (Praefecit autem Olimarum Holmgardiae, Ønevum Cønogardiae).
Итоги битвы Саксон Грамматик излагает противоречиво. С одной стороны, он утверждает, что с помощью Эрика Норицкого Фродо III наголову разбил противника. С другой — победитель почему-то «милостиво пожаловал» всем участникам собранной против него коалиции, земли. Флотоводцу Олимиру во владение достался Холмоград (Holmgardia), Яну — Коногардия (Conogard; Вельтман считает, что это «Киев-град»), Рао — Ревиллум (Revillum, по Вельтману Ревель) и Оркадские острова; Деямиру — Гельзингия, Яробор, Ямтор и Лаппия; Даго — Эстия. Брату же царя гуннов (проигравшего битву!), по имени тоже Ян, достаётся Саксония. Иными словами, все «проигравшие» остаются на своих престолах, признавая себя лишь ленниками Фродо III. Однако говорится, что владения Фродо отныне ограничиваются Россией (или Русью, Russia) на востоке и Рейном на западе.

## Историческое значение
При всей фантастичности масштаба событий, описываемых Саксоном Грамматиком и сомнениях в правильности отождествления имён, этот эпизод жизнеописания династии Скьёльдунгов у Саксона Грамматика не является полностью оторванным от исторического материала. Проведённое автором от имени Фродо III распределение прибалтийских и скандинавских земель между «славянскими» владетелями соотносится с указаниями позднейших исследований на то, что деятели, отождествляемые с древней Русью, активно проявляли себя на побережье Балтики в раннем средневековье, и были известны в этом качестве составителям скандинавских сказаний.
Историк А. Г. Кузьмин отмечал, что упомянутые Саксоном имёна «рутенских» вождей Олимера и Онева находят аналогию в генеалогии герулов, вандалов и венедов, где после первого короля «вандалов и герулов» Антырия следуют Анавас и затем Алимер. Имя легендарного короля возможно соответствует и славянскому ономастикону в котором известны варианты имени Велимир: Valemarus (лужиц. 1219, польск. 1261).

### Национальность и происхождение Олимара
Х. Станг в своей книге «The Naming of Russia» (Осло, 1996) подробно рассматривает национальную принадлежность «рутена» Олимара. Он указывает, что основой исторической канвы произведения Саксона действительно были реминисценции из истории времени Великого переселения народов. И, как и заявлено самим Саксоном, он действительно пользовался скандинавскими сагами как материалом, сагами викингов и варягов. Однако многочисленные детали и сюжетные ходы выдают византийское происхождение материала — таким образом, это в действительности саги варягов, служивших и живших в Византии, и, соответственно, несущих весьма туманное представление о реалиях раннесредневековой Дании. С другой стороны, античные и средиземноморские сюжеты (например — амазонки) представлены у Саксона с большой эрудицией. Поэтому, предполагает Станг, рутены могли попасть в сочинение Саксона из римских описаний германских племен. Соответствующий фрагмент сохранился у Лукана в поэме «Фарсалия, или О гражданской войне», где описывается поход Цезаря в Галлию («solvuntur flavi longa statione Ruteni»). По предположению Станга Олимар был, на самом деле, герулом.